# Benjamín Giberga
Benjamín Giberga y Galí (Matanzas, 1857-La Habana, 1922) fue un diplomático y poeta cubano.

## Biografía
Habría nacido en la ciudad cubana de Matanzas el 15 de enero de 1857. Ossorio y Bernard le hace poeta y redactor de La Chispa, semanario satírico de La Habana (1880).  Era hermano de Eliseo Giberga, diputado por Cuba en las Cortes de la Restauración. Como diplomático tuvo como destinos, entre otros, el de ministro plenipotenciario de Cuba en Noruega y el de ministro de Cuba en Argentina. Usó seudónimos como el «Nim Ajneb», anagrama de su nombre de pila. Falleció el 5 de julio de 1922 en La Habana, en su casa de El Vedado.